# 피터 이벳슨
《피터 이벳슨》(Peter Ibbetson)은 미국에서 제작된 헨리 헤서웨이 감독의 1935년 드라마, 판타지, 멜로/로맨스 영화이다. 게리 쿠퍼 등이 주연으로 출연하였고 루이스 D. 라이튼 등이 제작에 참여하였다. 작가 조르주 듀 모리에의 1891년 소설 《피터 이벳슨》을 원작으로 한다.

## 출연

### 주연
- 게리 쿠퍼
- 앤 하딩

### 조연
- 존 핼리데이
- 이다 루피노
- 더글러스 덤브릴
- 버지니아 웨이들러
- 디키 무어
- 도리스 로이드
- 길버트 에머리
- 도널드 믹
- 크리스찬 러브

## 제작진
- 미술: 한스 드레이어
- 미술: 로버트 어셔